# جان‌فروشی
جان فروشی (انگلیسی: Souls for Sale) فیلمی در ژانر کمدی-درام است که در سال ۱۹۲۳ منتشر شد.

## بازیگران
- النور بردمن
- فرانک مایو
- می بوش
- ریچارد دیکس
- لو کودی
- باربارا لا مار
- ویلیام هاینس
- دیل فولر
- اریش فون اشتروهایم
- ژان هرشولت
- چارلی چاپلین
- فرد نیبلو
- روی اتول
- زیسو پیتس
- جون متیس
- الیوت دکستر
- باربارا بدفورد
- آیلین پرینگل
- چستر کانکلین
- مارشال نیلان
- کلیر وینزر
- هوبرت باسورث
- سیلویا اشتن
- کلود گیلینگواتر
- آرتور هویت
- آنا کیو. نیلسن
- آنیتا استوارت
- بلانش سوئیت
- فلورنس ویدور
- کینگ ویدور
- جورج والش
- کتلین ویلیامز
- ایو ساوترن
- تی. روی بارنز
- لان پاف
- ویلیام اورلاموند